# Auberge du Cygne
L'Auberge du Cygne est une auberge française située à Tôtes en Seine-Maritime, fondée en 1611, ancien relais de poste, qui a accueilli de nombreuses personnalités.

## Situation
L'auberge du Cygne se situe en bordure de la grande route de Dieppe à Rouen (RD 927), dans le bourg de Tôtes ; lui fait face la grande entrée du château. Elle constitue la base d'un triangle dont les deux autres côtés sont la route du Havre et la rue des Canadiens. La pointe du triangle est occupée par le monument aux morts.

## Historique
Fondée en 1611 sous le nom de l'hôtel de l'Écu d'Orléans, son premier tenancier se nomme Fournel, suivi de personnes du même nom jusqu'en 1717. Le premier maître de poste en 1692 se nomme Jean Fiquet, : il gère l'auberge et, faisant fortune, part s'installer à Rouen. Lui succède Jacques Parmentier, suivi de Simon Dumontier et de Charles de La Haye en 1738. En 1745, l'hostellerie est dénommée pour longtemps « Auberge du Cygne », en passant dans la famille Tubœuf. L'auberge du Cygne obtient le privilège de la Poste royale en 1776 grâce à Madame de Pompadour. Le service est supprimé en 1867. Entre-temps, Adrien Leborgne puis la famille Liégeard et consorts auront veillé à la destinée des lieux.
Située à un carrefour routier important, elle héberge des personnalités comme Armand Thomas Hue de Miromesnil, seigneur de Tôtes (1735-1774) , Madame de Pompadour (vers 1776), Napoléon Ier et l'impératrice Joséphine (en 1808), Louis-Philippe Ier (sur le chemin le menant au château d'Eu), Philippe d'Orléans, François d'Orléans, le roi des Belges Albert Ier et son épouse la reine Élisabeth. 
Elle fut le lieu où Guy de Maupassant écrivit Boule de suif (Les Soirées de Médan, dans lequel l'établissement est largement décrit et dénommé à l'époque Hôtel du Commerce) et où Gustave Flaubert écrivit une partie de Madame Bovary (l'auberge porte le nom du Vieux Lion d'Or).
En 1937, le Cygne apparaît dans le Guide Michelin, exploité par M. Richard. Il se distingue pour son « beau décor intérieur ». Sont signalés « un pâté truffé du patron, des truites de rivière, un poulet à la crème maison ». Il propose 6 chambres.
L'établissement a fermé ses portes depuis 2017.

## Dispositions
La façade arrière de l'hostellerie donne sur une cour dans laquelle pouvaient pénétrer les malles-poste du service Rouen-Dieppe ou diligences qui y faisaient étape. Les dépendances qui ferment la cour sont dédiées à des écuries et des remises. 
Une entrée pour véhicules est aménagée sur l'actuelle route du Havre (en provenance du Havre), tandis qu'une seconde se situe sur le côté gauche du bâtiment principal.

## Mémoire littéraire
Outre les allusions qu'ont pu en faire Maupassant et Flaubert, l'auberge est l'objet d'un poème commis chacun par Hugues Delorme et Edmond Spalikowski en 1920.

## Iconographie
L'artiste Henri Rivière (1864-1951) a consacré plusieurs dessins à Tôtes, dont un où se retrouve représentée l'auberge en 1925, tandis que le photographe Marcel Maillard (1899-1977) a immortalisé la cour de l'auberge en 1938.